# Железная дорога Сальта — Антофагаста
Железнодорожная линия Сальта — Антофагаста, также известная как Huaytiquina — не электрифицированная однопутная железнодорожная линия, которая связывает Аргентину и Чили, проходя через Анды. Это железная дорога метровой колеи общей протяженностью 941 км (571 в Аргентине и 330 в Чили), соединяющей города Сальта (Аргентина) и Антофагаста (Чили), на берегу Тихого океана, проходя через Пуна-де-Атакама и пустыню Атакама.

## Обзор
Аргентинской частью пути (небольшая часть: Salta — Cerrillos (C-13), и в основном Cerrillos — Socompa (C-14)) владеет Ferrocarril General Manuel Belgrano, и 217 км пути обслуживаются туристическом поездом «Tren a las Nubes» («Поезд в облака»). Чилийская часть линии (Сокомпа — Антофагаста) относится к Ferrocarril de Antofagasta a Bolivia (FCAB). Линия Сальта — Антофагаста, вместе с Трансандинской железной дорогой (Мендоса — Лос-Анд, в Сантьяго, закрыта с 1984 года и в ожидании реконструкции), представляют железнодорожное сообщение между двумя странами. Самая высокая точка железной дороги — виадук La Polvorilla в 4220 метров над уровнем моря. Эта железная дорога является пятой по высоте железной дорогой в мире и третьей по высоте в Южной Америке.

## История

### Строительство
Строительство железной дороги началось в 1921 году, чтобы соединить Север Аргентины с Чили через Анды, и обслуживать шахты по добыче тетрабората натрия. Виадук La Polvorilla, высшая точка линии, достроен 7 ноября 1932 года. Чилийская часть пути была открыта в 1947 году, и полное открытие железной дороги состоялось 20 февраля 1948 года. Маршрут был разработан американским инженером Ричардом Фонтейном Мори, после чего одна из станций Ingeniero Maury (Инженер Мори) была названа в его честь.

### Происхождение названия «Huaytiquina»
Слово «Huaytiquina» — это прозвище железной дороги. Оно относится к древнему горному перевалу в Андах между Аргентиной и Чили, расположенному на севере от Сокомпы и проектировалась как конечная остановка линии. В 1923 году после запроса от Чили, чьи железнодорожные линии подошли близко к Сокомпе, оригинальный проект был заброшен и аргентинская железнодорожная линия направлена по текущему маршруту.

## Маршрут

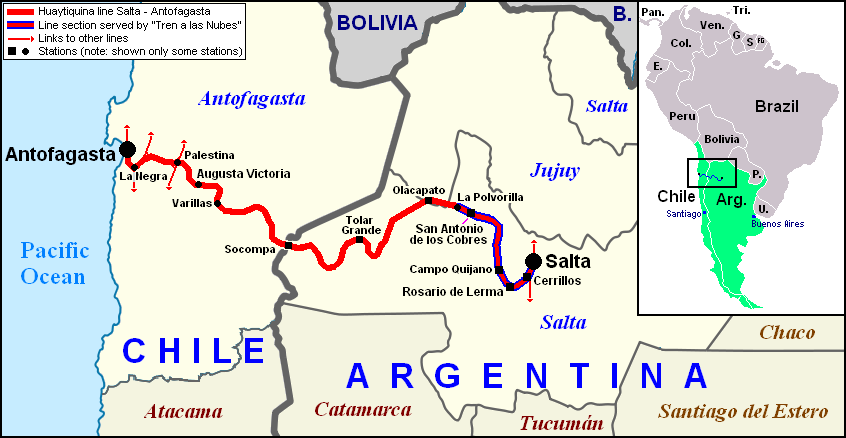
Карта железной дороги в Аргентине и Чили. Часть, обозначенная синим цветом, обслуживается «Tren a las Nubes».

Линия пересекает северо-западную часть провинции Сальта, обслуживая пригородные поселки вокруг Сальты — Серрильос, Росарио-де-Лерма и Кампо Кихано, следующую часть дистанции долины Лерма. Она насчитывает два зигзага, в Эль Алисаль и Чоррильос, и две спиральные петли между Такуарой и Диего де Альмагро. Войдя в плато Месета, железная дорога проходит рядом с Санта-Роса-де-Тастиль и доинкскими археологическими раскопками в Тастиле.
Линия обслуживает город Сан-Антонио-де-Лос-Кобрес, в середине Пуна-де-Атакама, неподалеку от медных рудников. После виадука La Polvorilla, железная дорога проходит по границе провинции Жужуй на Олакапато и, между Толар Гранде и Caipe, проходит по середине высохшего озера Салар де Арисаро. Станция Сокомпа, названная в честь Андского вулкана, является двунациональной станцией, расположенной между аргентино-чилийской границей.
Войдя на чилийскую территорию, линия пересекает муниципальную территорию Антофагаста, расположенную в одноименной провинции и области. Варильяс и Аугуста Виктория имеют короткие промышленные железнодорожные ветки, одна из Варильяса, обслуживающая шахты Эскондида. На станции Палестина линия пересекает железнодорожный узел Бакедано-Агуас-Бланкас, названный FF.CC. Longitudinal (в собственности Ferronor), связывающий линии Антофагаста — Ла-Пас и Антофагаста — Копьяпо. Спустившись с Западного склона Анд и пустыни Атакама, железнодорожная линия достигает промышленного комплекса и деревни Ла Негра и, после 22 км, Тихого океана и портового города Антофагаста.

## Поезда
Из-за присутствия минеральных отложений в области Атакама, большая часть трафика на линии состоит из грузовых поездов, перевозящих минералы, такие как карбонат лития, тетраборат натрия, бутан, перлит, соль, улексит, и рапа. Наиболее известный сервис — это экскурсионный поезд «Tren a las Nubes» («Поезд в облака»), курсирующий между Сальтой и La Polvorilla. В настоящее время, за исключением некоторых пригородных поездов, следующих из Сальты в Кампо Кихано, Tren a las Nubes является единственным пассажирским поездом, обслуживающим линию, после отмены Tren Mixto (Сальта — Сокомпа), который когда-то связывал с Сокомпу с Тукуманом и Буэнос-Айресом (вокзал Ретиро), через Кордову и Росарио. На чилийской части линии, по которой также ходили только грузовые поезда, был сайт, предложивший пригородные железнодорожные линии по маршруту, проходящему через Антофагасту.

## Галерея

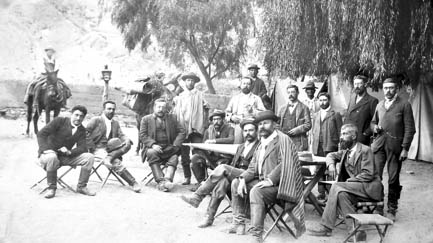
Ричард Мори (третий слева) с железнодорожниками в Сальте
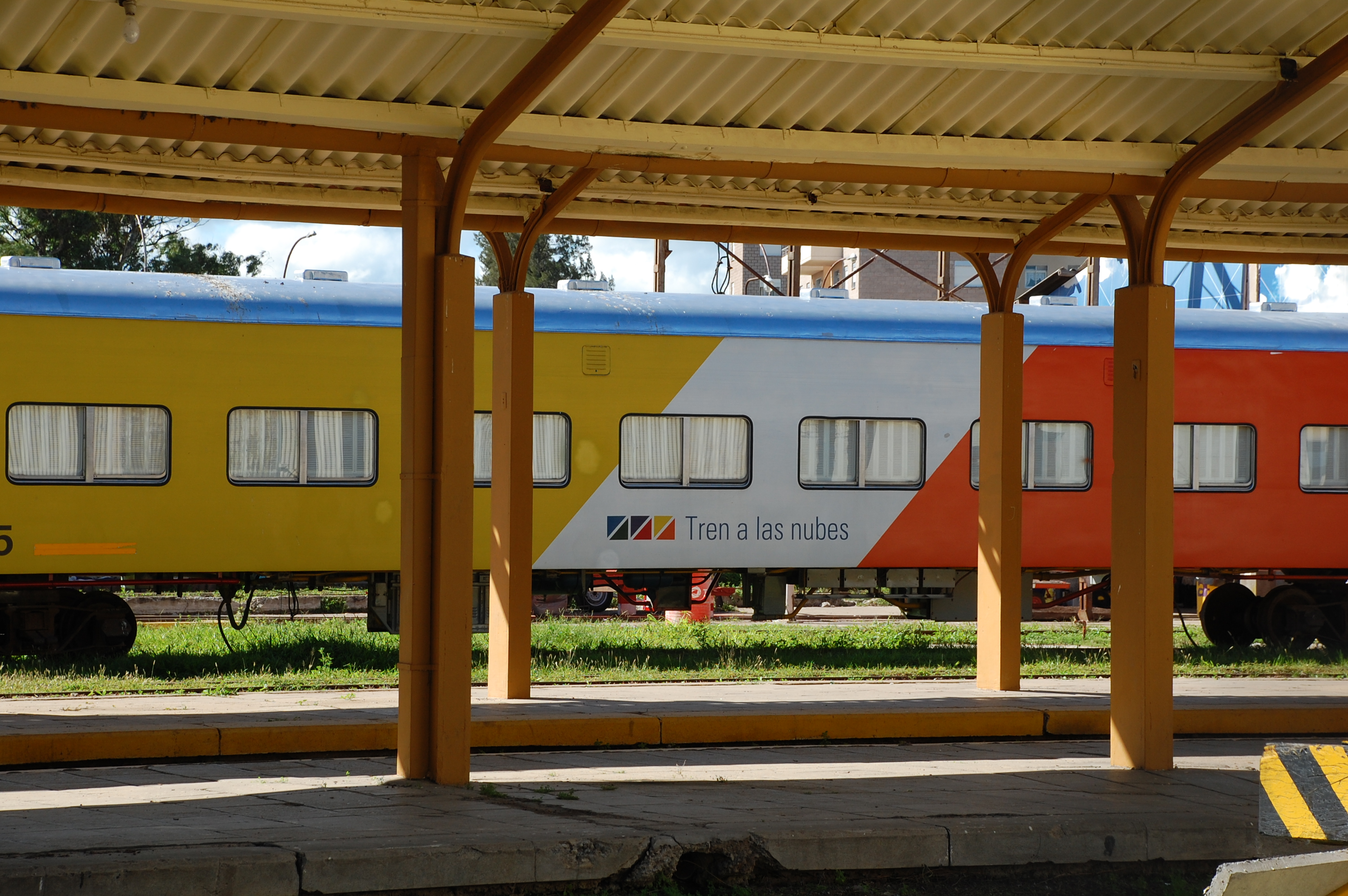
Платформы на станции Сальта с Tren a las Nubes на фоне
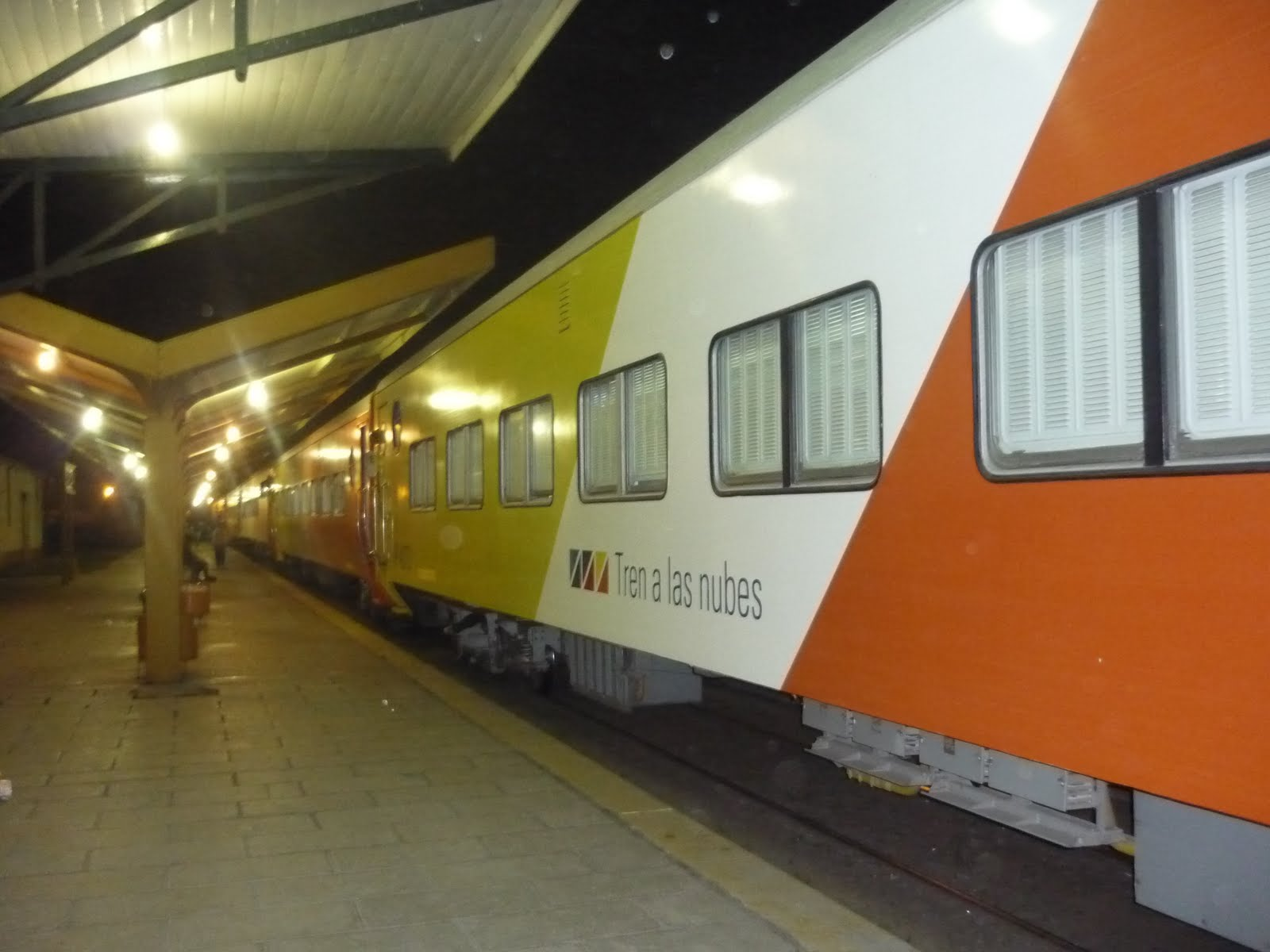
Tren a las Nubes на станции Сальта
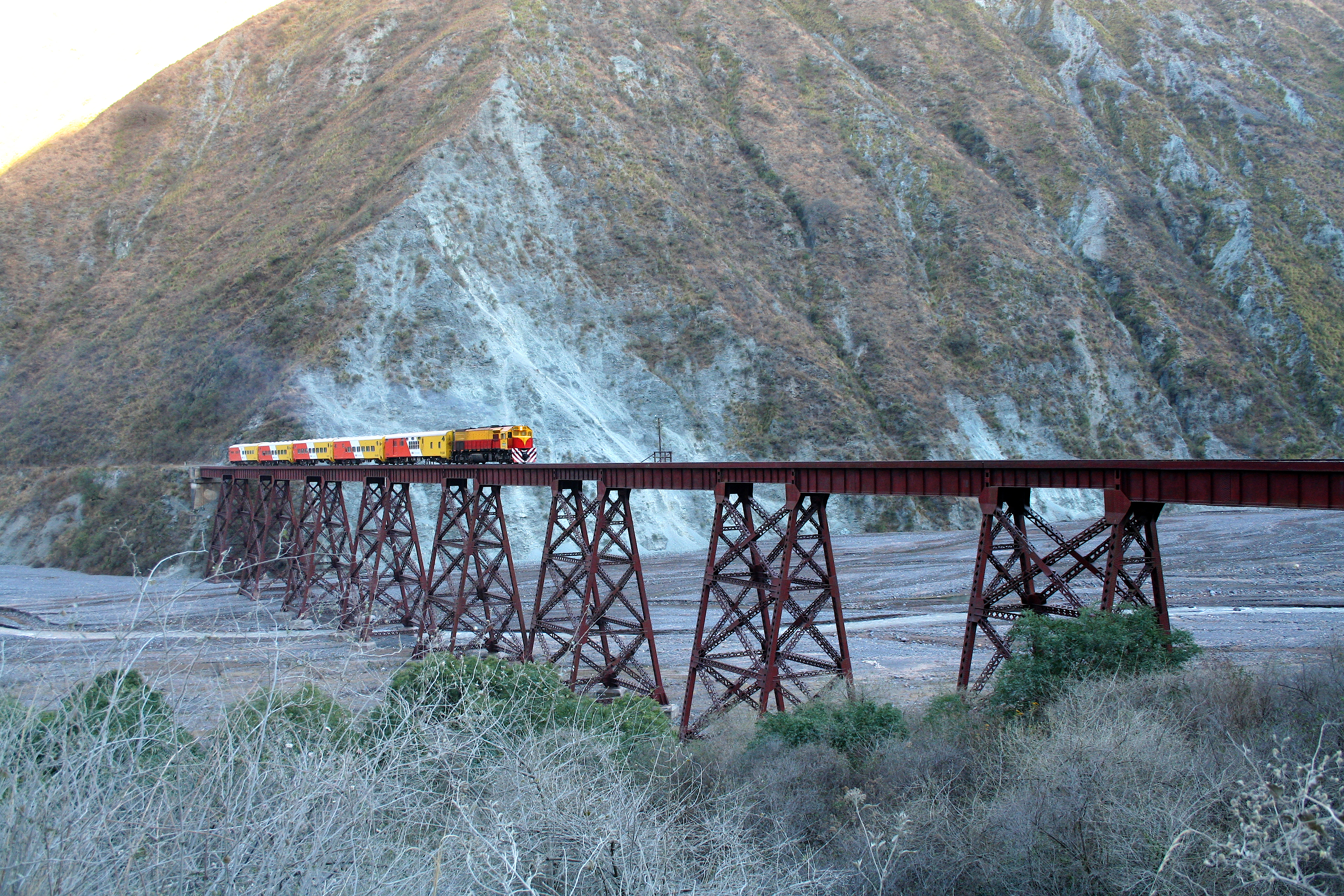
Виадук Эль Торо, между Кампо Кихано и Эль Алисаль
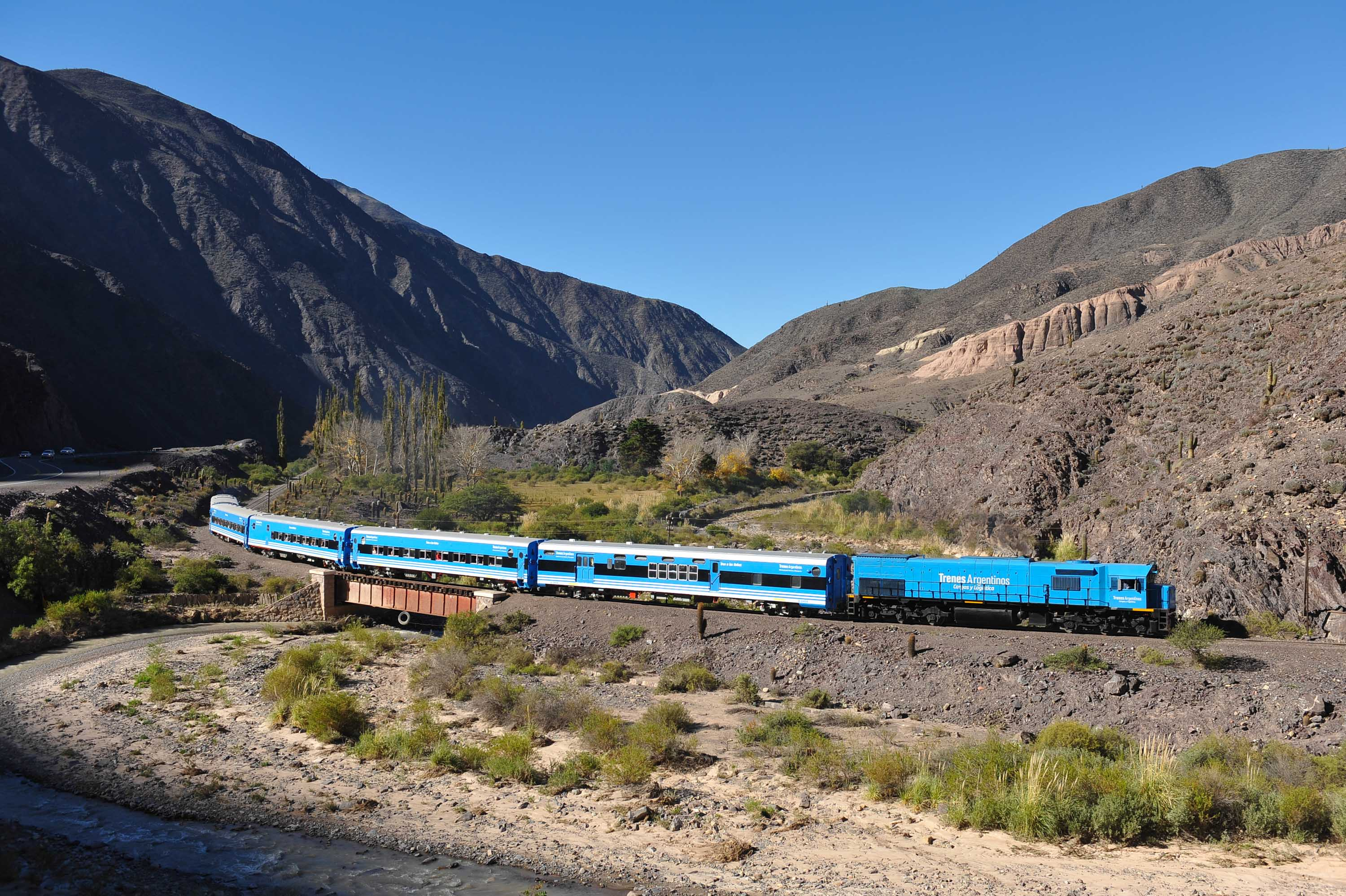
Tren a las Nubes пересекает мост
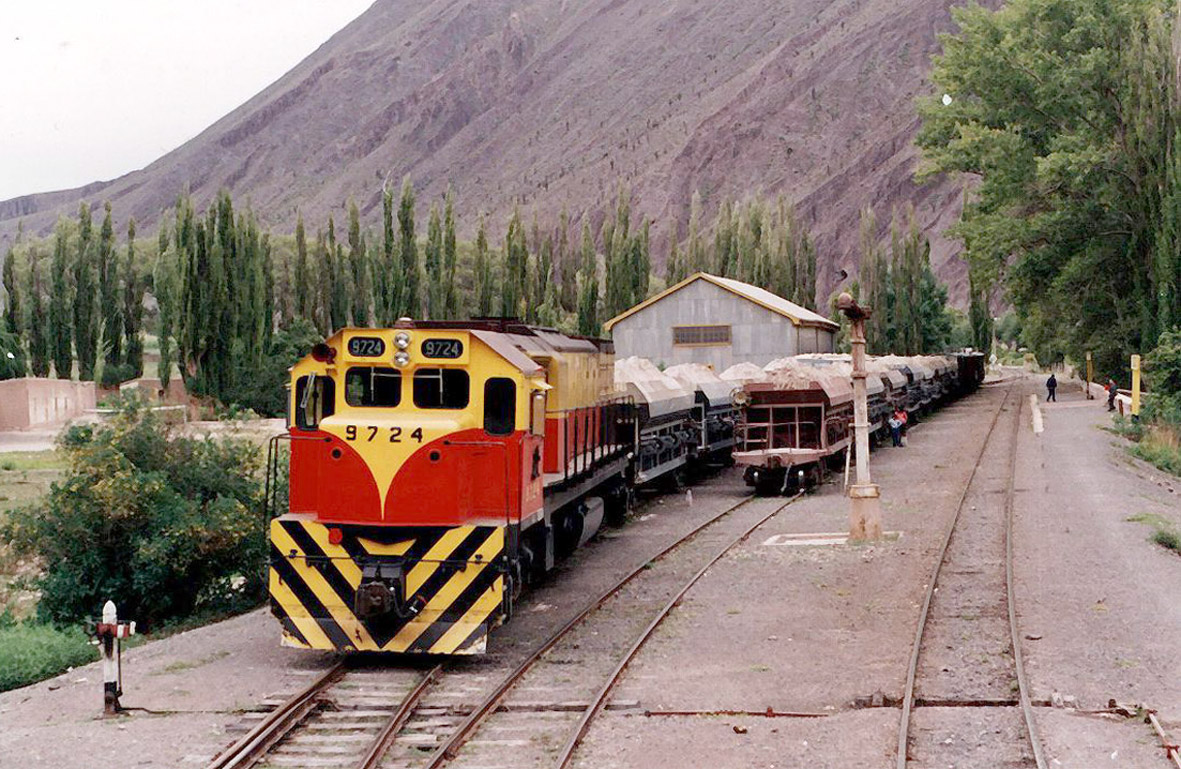
Грузовой поезд на станции Ingeniero Maury (Инженер Мори)
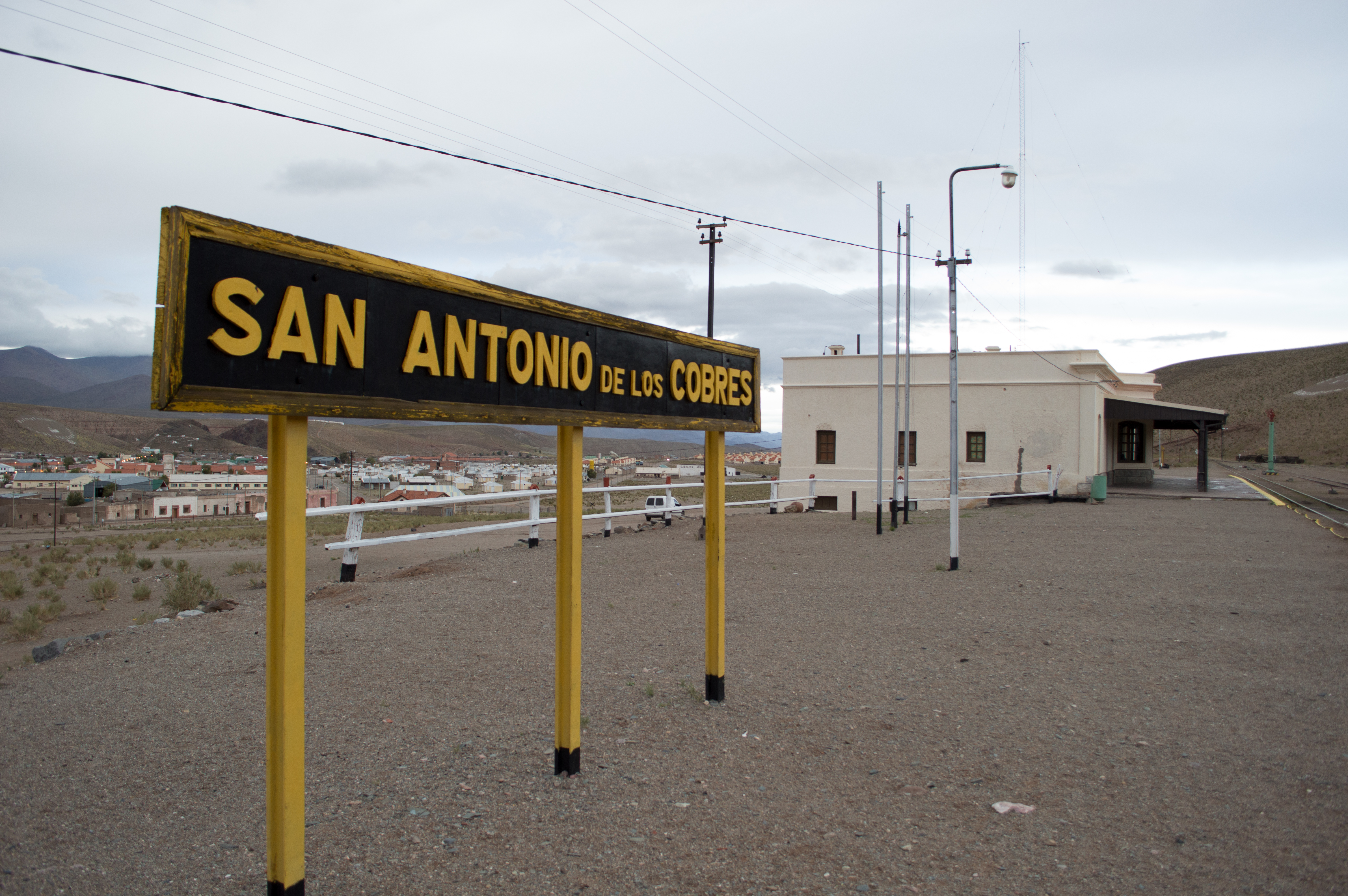
Станция Сан-Антонио-де-лос-Кобрес
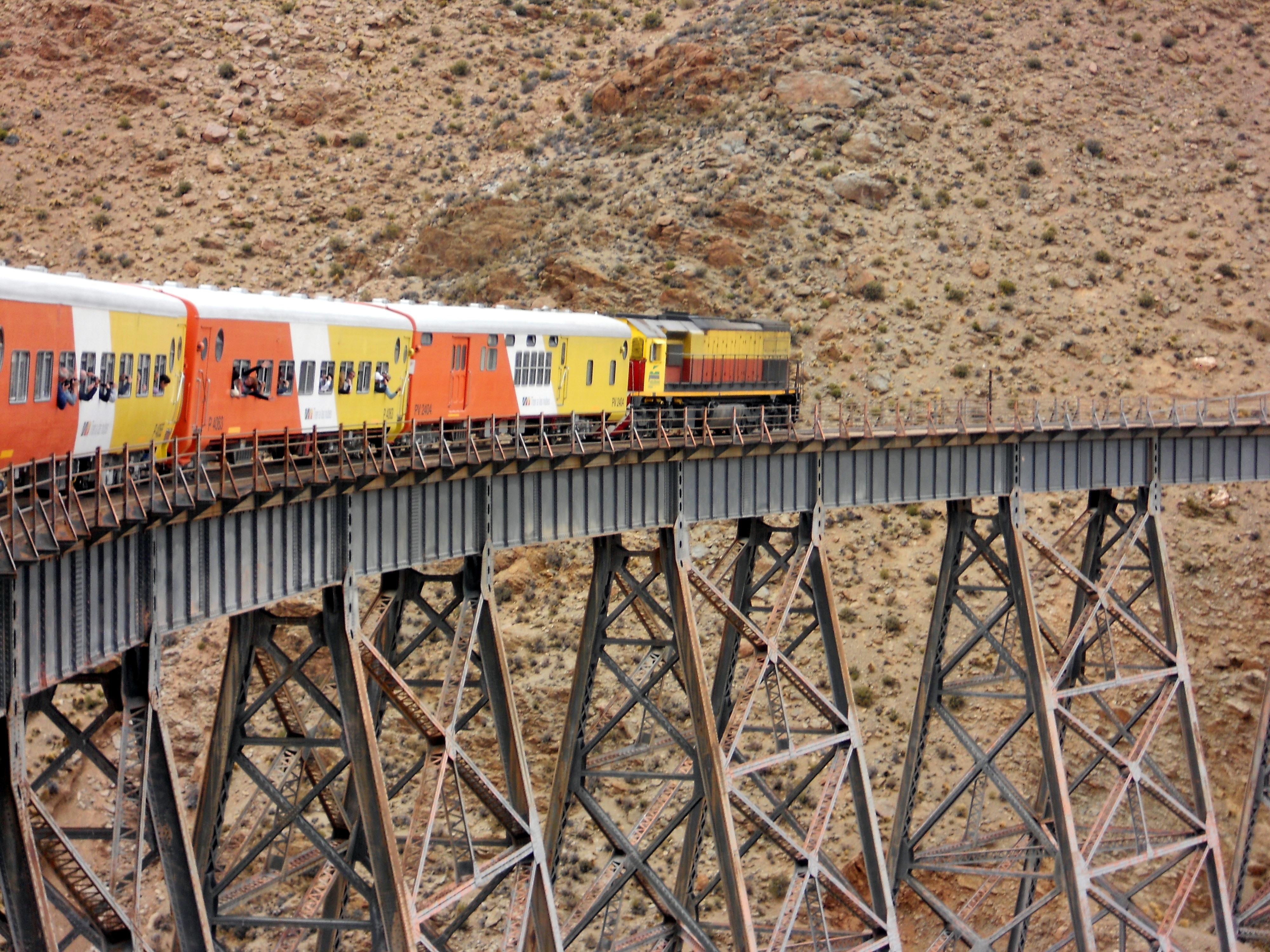
Виадук La Polvorilla
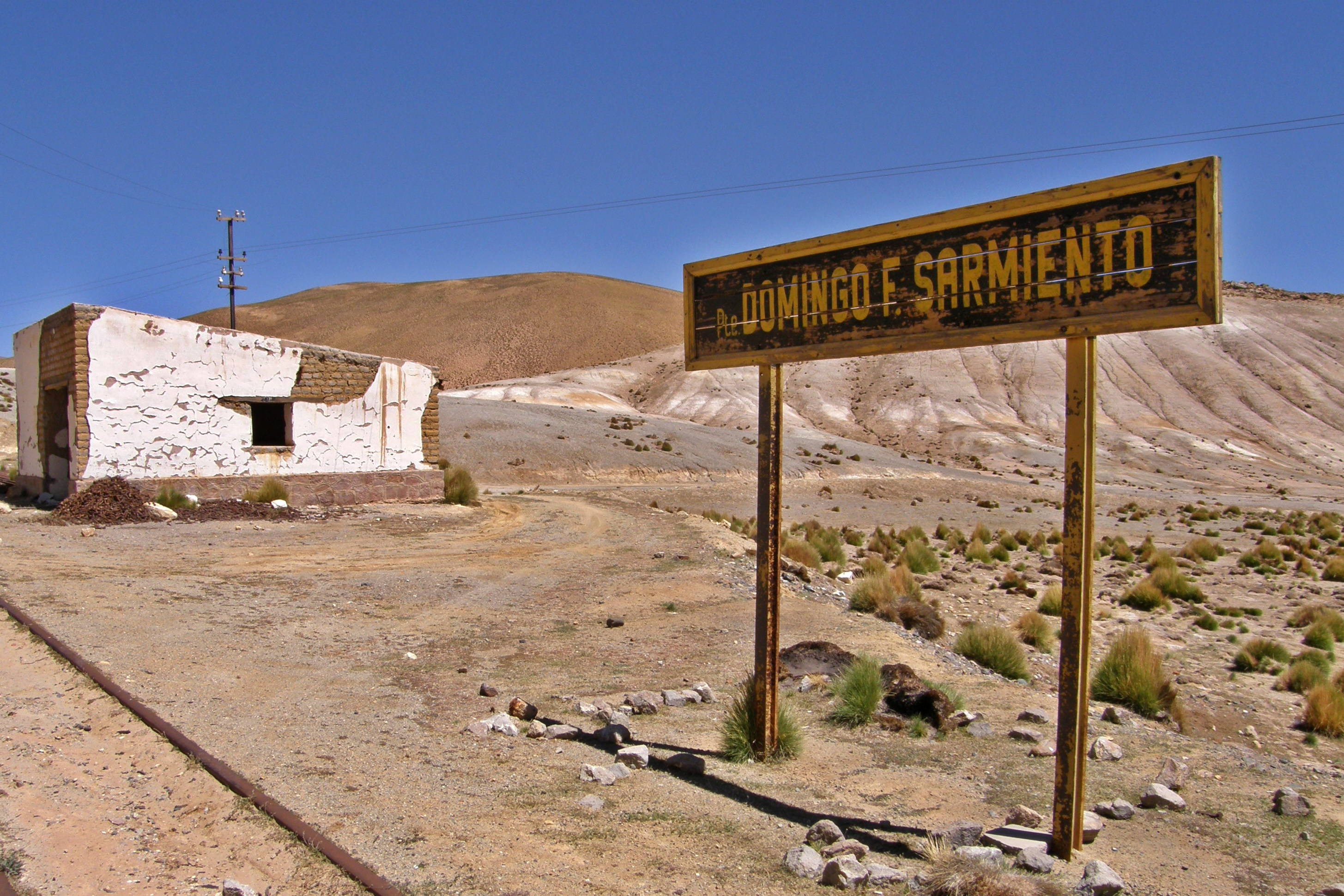
Станция Domingo F. Sarmiento
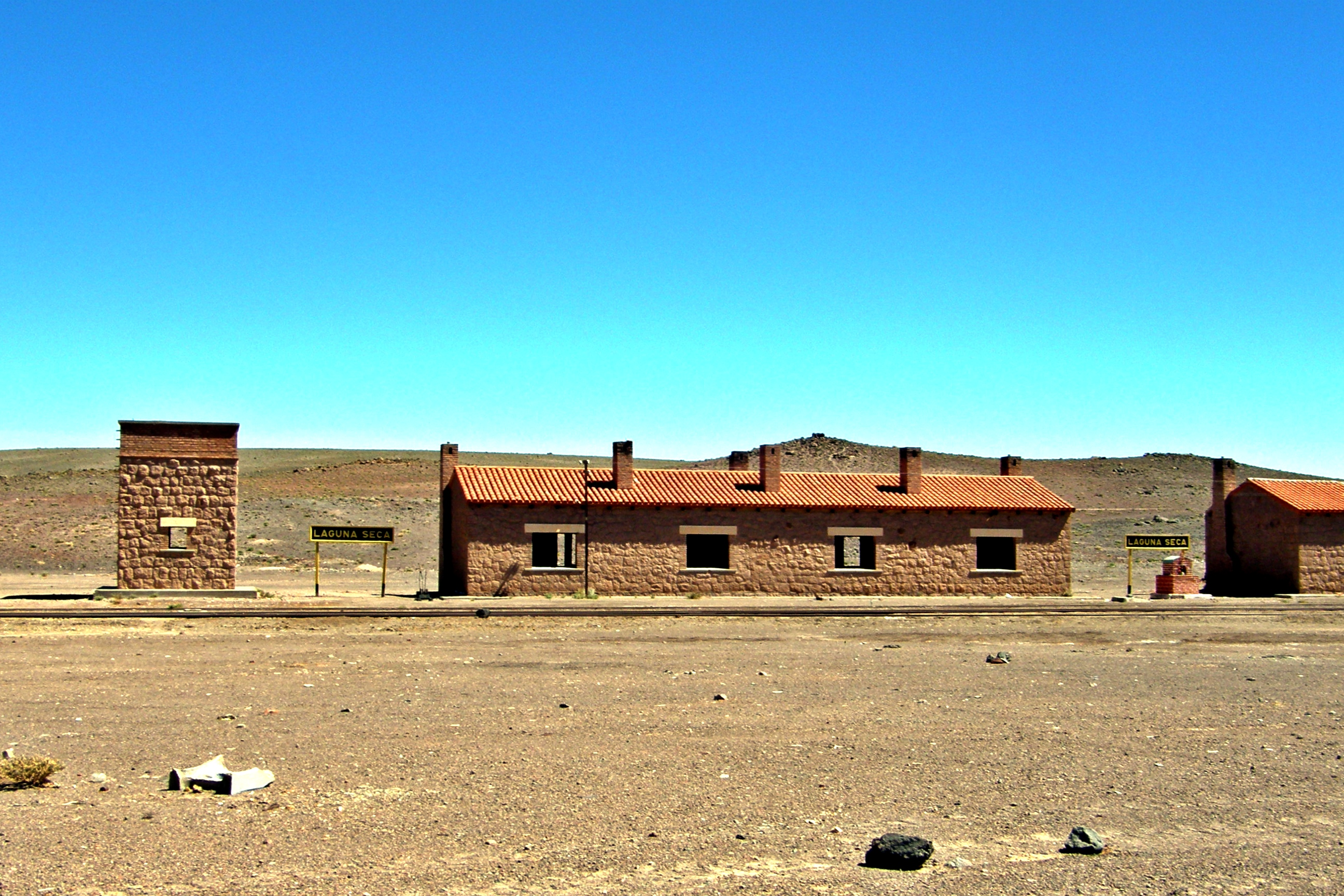
Станция Лагуна Сека
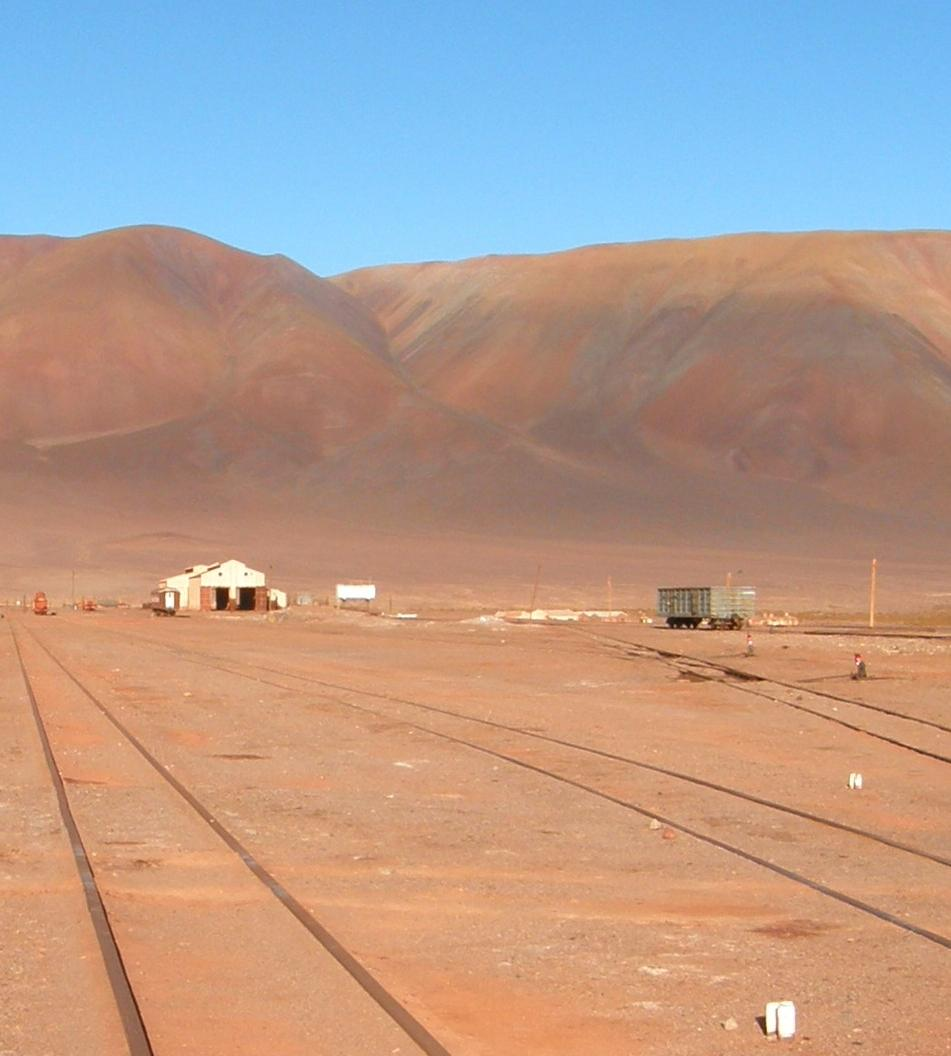
Станция Толар Гранде
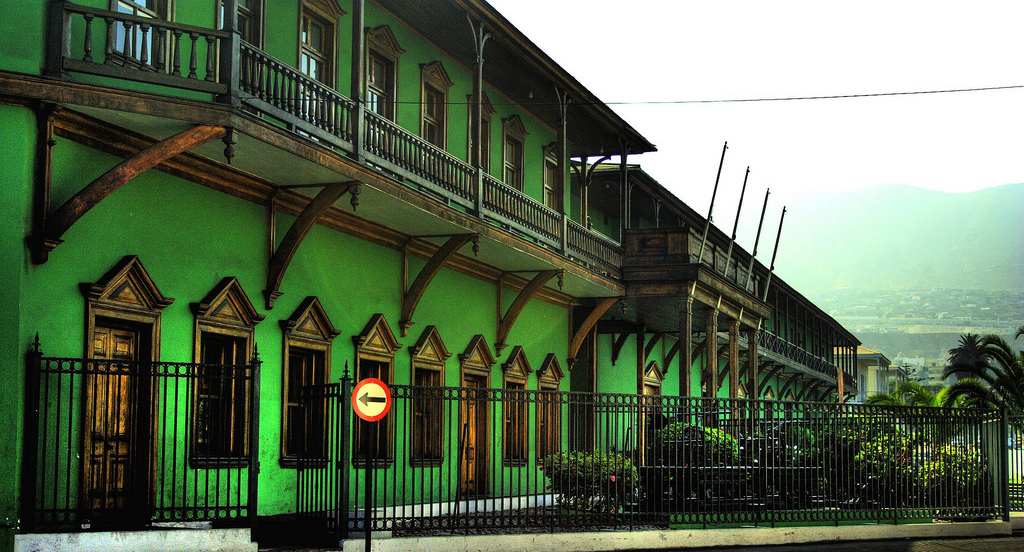
Вокзал Антофагаста

## Внешние ссылки
- История, информация и фотографии железной дороги Сальта — Антофагаста (исп.)
- «Ramal C-14»  —  сайт о линии Сальта — Socompa (исп.)
- «FCAB Atacama» (в том числе информация о линии Сокомпа — Антофагаста) (англ.)
- Официальный сайт Tren a las Nubes (исп.)